# 凱倫·阿伯特
阿伯特·卡勒（曾用名：凯伦·阿伯特，1973年1月23日—）是一名美國的歷史非虛構作家。她的作品包括《Sin in the Second City》、《American Rose》、《Liar, Temptress, Soldier, Spy》和《The Ghosts of Eden Park》。

## 名字背后的故事
以下内容翻译自卡勒的个人网站简介：
你好！欢迎来到我的新网站，这里展示了我（某种程度上）的新名字。
这次改名说来话长，值得用一篇长文来阐述，但眼下我只想简短——且极其离奇地——讲个大概。2013年，一位读者给我发来邮件。"你知道吗？"她写道，"如果你在谷歌搜索自己的名字，结果显示你2010年就去世了。"
我对此毫不知情，但快速搜索后果然验证了我的"英年早逝"（此处请自行脑补马克·吐温式的冷幽默）。屏幕上显示着我的照片、母校名称、出生日期、所谓的死亡年份，以及几本绝对不是我写的言情小说封面。毫不夸张地说，这简直诡异至极。在确认自己并非无意中上演《伯尼的周末》后，我总算把这条错误信息撤了下来。
但这件事始终萦绕心头。显然，世上还有另一位名叫凯伦·阿博特（生死未卜）的作家，她的作品与我的被混为一谈。加之临近四十不惑，我渴望改变。许多老友早已称呼我"阿博特"，这个姓氏作为名字一直让我心动。尤其与我丈夫的姓氏卡勒（发音同Kay-ler）搭配后——阿博特·卡勒，让我品出了几分魏玛共和国的迷人气质。2014年，我前往曼哈顿法院递交一叠文件，缴清所有必要费用，新名字就此生效。从今往后，我的所有著作都将以阿博特·卡勒之名面世。此前作品，您仍可在此查看以"凯伦·阿博特"笔名出版的非虚构类书籍。

衷心感谢您的来访，期待某日与您相遇——无论是线上相逢，还是巡签路上。

## 寫作
《Sin in the Second City》講述了美國著名妓院埃弗利俱樂部，以及該俱樂部的經營者艾達與明娜·埃弗利姐妹的真實故事。《American Rose》講述脫衣舞女郎吉普賽·羅斯·李的故事。《Liar, Temptress, Soldier, Spy》講述了四個女人在美国南北战争期間成為間諜的真實故事。
《The Ghosts of Eden Park》講述了一個名叫喬治·雷穆斯的德國移民，他放棄從事法律工作，開始販賣威士忌酒。在兩年內，雷穆斯獲得了「私酒販之王」（King of the Bootleggers）的稱號。
阿伯特是《史密森尼》雜誌的歷史博客「過去不完美」（Past Imperfect）的投稿人，也為《紐約客》寫作。

## 書籍作品
- 《Sin in the Second City: Madams, Ministers, Playboys, and the Battle for America's Soul》（2007年）ISBN 9781400065301
- 《American Rose: A Nation Laid Bare: The Life and Times of Gypsy Rose Lee》（2010年）ISBN 9781400066919
- 《Liar, Temptress, Soldier, Spy: Four Women Undercover in the Civil War》（2014年）ISBN 9780062092892
- 《The Ghosts of Eden Park: The Bootleg King, the Women Who Pursued Him, and the Murder that Shocked Jazz-Age America》（2019年）ISBN 9780451498625

## 外部連結
- 阿伯特·卡勒官網（页面存档备份，存于）
- New Yorker articles by Karen Abbott（页面存档备份，存于）
- Smithsonian magazine articles by Karen Abbott（页面存档备份，存于）
- C-SPAN內的頁面（英文）